# Strandviol
Strandviol (Viola persicifolia) är en växtart i familjen violväxter. 